# دابق (قرية)
دابق قرية في منطقة اعزاز في محافظة حلب. تتبع القرية إداريًا ناحية أخترين. تقع على بعد حوالي 35 كم شمال شرق مدينة حلب. وقعت قربها معركة مرج دابق الشهيرة بين العثمانيين والمماليك.
هناك نبوءة بأنه سوف تقوم فيها حرب بين المسلمين والروم، وذُكرت هذه المعركة في الكتاب المقدس باسم معركة (هرمجدون).

## أعلام
- سليمان بن عبد الملك